# O Caso da Pérola Negra
O Caso da Pérola Negra é um romance infanto-juvenil de Miguel M. Abrahão publicado em 1983 no Brasil e republicado sob a forma de peça teatral em 2009 com o título de Bandidos Mareados.

## Sinopse
O Caso da Pérola Negra é o protótipo de aventuras e encantamento. Nessa obra encontramos elementos como o mito, a epopéia, a ação heróica e cavalheiresca de um herói errante, envolvido na aventura que é a sua auto-descoberta, deslocando-se geograficamente no mundo concreto, em busca da vitória sobre os obstáculos que enfrenta.
No fundo do mar, o peixinho verde Apeixonado filosofa sobre o tédio em que vive enquanto o amigo Cachola, por sua vez, tinha outros interesses.
Achando que seria mais um dia como qualquer outro, o herói, a contra-gosto, acompanha Cachola até uma das lojas da rede de lanchonete “MacMinhoca”. Porém mal sabe ele que lá começará sua grande aventura!  O roubo de uma preciosa e única pérola negra, propriedade da ardida e fútil ostra Perolina, dá a oportunidade ao peixinho Apeixonado e ao seu amigo Cachola de viverem intensas aventuras com as quais sempre sonharam. Em busca do ladrão, o herói, como D. Quixote ou D. Peixote em suas próprias palavras, terá que enfrentar não apenas um, mas uma série de vilões que também desejam o precioso artefato. Em princípio, a pérola roubada é levada para o Castelo do Mal, lar do ladrão, o cruel polvo Polvolito, que, com ela, pretende ser o mais poderoso ente marinho do planeta. Contudo, ele a terá por pouco tempo…
Usando de sedução, as sereias, Ninfa, Nora, Serita e Ninfeta se apoderam da pérola, pois precisam dela para resolver questões pessoais. Outros bandidos como, por exemplo, o sórdido Carão, um caranguejo atrapalhado sempre as voltas com seus ainda mais atrapalhados ajudantes, os sapos Sapildo e Sapoldo, se apropria dela para desespero das moças. Com a pérola tornar-se-ia rei no Clube dos Caranguejos…
Nenhum dos envolvidos se dá por vencido e temos então o início de uma grande corrida pela posse do artefato. O que nenhum dos vilões e heróis imagina é que outros, por outras razões, também desejam a cobiçada pérola: caso de Madame Camerou, a camarão-bruxa do mar, e seu fiel assistente, o cavalo-marinho Cavaleto.
Na disputa, muitas reviravoltas vão acontecer e novos personagens trazem mais inquietações a esta história, cheia de humor, que atinge seu clímax quando, perplexos, todos descobrem estarrecidos que o precioso bem não se encontrava mais em lugar algum conhecido: a pérola simplesmente desaparecera para desespero de sua dona, a ostra Perolina! Começa assim um novo mistério. Todos, heróis e bandidos, lutam contra o relógio para descobrirem o paradeiro da pérola e o que, de fato, aconteceu com ela…
Sobre esta obra, no prefácio da 1ª edição, escreveu Stella Leonardos: Você é muito imaginativo e escreve um romance policial infantil com originalidade. Você usou técnica de mistério – tipo bruxaria (na 1ª parte) e tipo aventura-encantatória (na 2ª). Ótimo! Esses mistérios do roubo da pérola negra (que dão histórias em quadrinho e desenhos animados) devem atrair a garotada à primeira vista.